# Gastone Pierini
Gastone Pierini (n. 27 septembrie 1899, Ancona, Italia – d. 17 septembrie 1967, São Bernardo do Campo, São Paulo, Brazilia) a fost un halterofil ce a reprezentat Italia, medaliat olimpic. A participat la 4 ediții ale Jocurilor Olimpice (1924, 1928, 1932, 1936) în care a câștigat o medalie de bronz.